# Émile Rey (homme politique)
Pour les articles homonymes, voir Émile Rey et Rey.
Émile Rey est un homme politique français né le 4 octobre 1838 à Mercuès (Lot) et décédé le 16 novembre 1922 à Saint-Denis-Catus (Lot).

## Biographie
Docteur en médecine, condisciple et ami de Léon Gambetta, il est conseiller général du canton de Catus de 1897 à 1922 et maire de Saint-Denis-Catus quand il est élu député du Lot en 1889. Il conserve son siège de député jusqu'en 1906, où il passe au Sénat. Il y reste jusqu'en 1920.
Il siège au groupe de l'Union républicaine et se consacre essentiellement à la législation sociale. Il est à l'origine de plusieurs lois sur les retraites et sur l'assistance médicale gratuite.